# Radioligand
Radioligand je radioaktivna biohemijska supstanca koja se koristi za dijagnozu ili naučno istraživanje receptorskih sistema u telu.
U neurovizalizacijskim primenama radioligand se unosi putem injekcije u tkivo, ili krvotok. On se zatim vezuje za njegov receptor. Kad dođe do raspada radioaktivnog izotopa, to se meri pomoću pozitronske emisione tomografije (PET) ili jednofotonska emisiona kompjuterska tomografija (SPECT). U in vivo sistemima on se često koristi za kvantifikovanje vezivanja testiranog molekula za mesto vezivanja radioliganda. Što je veći afinitet molekula to je više radioliganda zamenjeno njime na mestu vezivanja i povećani radioaktivni raspad se može meriti scintilografski. Ovaj tip testa se često koristi za izračunavanje konstante vezivanja molekula na receptorima.

## Istorija
Radioligandi se prave da bi se omogućilo studiranje biomolekulskog ponašanja. Radioligandne tehnike omogućavaju istraživačima da identifikuju receptore unutar ćelija.

## Radioaktivni izotopi u širokoj upotrebi
- Tricijum, 3
- Ugljenik-14, 14
- Sumpor-35, 35
- Jod-131, 131
- Fluor-18, 18
- Tehnecijum-99m, 99m

Pri primeni PET tehnike za molekulsku vizuelizaciju često se koriste izotopi fluor-18 i ugljenik-11.

## Lista radioliganda
Radioligandi se mogu selektivno da se vežu za specifični neuroreceptor ili transporter neurotransmiter.
Primer radioliganda su: 
- 11 za  receptor
- (1)-([11]-metil)-2-Br-LSD ([11]-MBL) za 5-HT2 receptore[2]
- 18F-altanserin i 18F-setoperon za  receptor[3]
- 11C-ketanserin[4] i tricijumski ketanserin
- 11C-DASB za serotoninski transporter[5]
- 3H-WIN55,212-2 za kanabinoidne receptore[6]
- [11]flumazenil za GABAA receptore.[7]
- (+) za D2 dopaminske receptore.[8]
- [11]rakloprid za D2 dopaminske receptore.[9]

## Literatura
- John Charles Matthews (1993). Fundamentals of Receptor, Enzyme, and Transport Kinetics. CRC Press. ISBN 978-0-8493-4426-8.